# Тіносу
Тіносу (рум. Tinosu) — село у повіті Прахова в Румунії. Входить до складу комуни Тіносу.
Село розташоване на відстані 42 км на північ від Бухареста, 13 км на південь від Плоєшті, 98 км на південь від Брашова.

## Населення
За даними перепису населення 2002 року у селі проживали 1204 особи, з них 1201 особа (99,8%) румунів. Усі жителі села рідною мовою назвали румунську.